# Bia (mythologie)
Pour les articles homonymes, voir Bia.

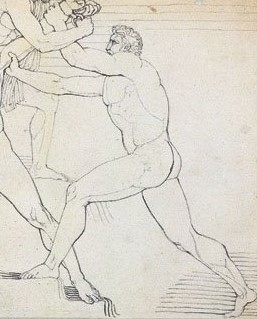
Bia enchaînant Prométhée, illustration de John Flaxman pour la traduction du Prométhée enchaîné d'Eschyle par Richard Porson, 1795.

Dans la mythologie grecque, Bia (en grec ancien Βία / Bía) est une divinité personnifiant la Force, la Vaillance, la Valeur ou la Violence. Fille du Titan Pallas et de Styx, elle est la sœur de Niké (la Victoire), Kratos (la Puissance) et Zélos (l'Ardeur), avec qui elle fait partie des proches de Zeus.
Eschyle lui prête d'avoir enchaîné Prométhée, avec l'aide de Kratos et d'Héphaïstos. Pausanias rapporte qu'avec Ananké (la Nécessité), elle partage, dans la ville de Corinthe, un temple où il est interdit d'entrer.

### Sources antiques
- Pseudo-Apollodore, Bibliothèque [détail des éditions] [lire en ligne] (I, 2, 5).
- Eschyle, Prométhée enchaîné [détail des éditions] [lire en ligne] (vers 12).
- Hésiode, Théogonie [détail des éditions] [lire en ligne] (vers 385).
- Pausanias, Description de la Grèce [détail des éditions] [lire en ligne] (II, 4).